# أعمدة الرجاجيل
أعمدة الرجاجيل، موقع أثري يعد أقدم المواقع الأثرية في منطقة الجوف في السعودية، يقع في ضاحية قارة جنوب سكاكا، ويتكون من 50 مجموعة من الأعمدة الحجرية المنتصبة والمسماة بالرجاجيل، وتتكون من عدد من الأعمدة الحجرية المنحوتة من الحجر الرملي، ويتراوح عددها من ثلاثة إلى سبعة أعمدة، ويصل ارتفاع بعض الأعمدة القائمة إلى أعلى من ثلاثة أمتار، فيما تبلغ سماكتها نحو 60 سنتيمترا.

## التسمية
سميت بالرجاجيل لكونها تشبه الرجل في هيئته إذا ما شوهدت من مسافة بعيدة.

## نبذة تاريخية
يقول بعض المؤرخين إن أعمدة الرجاجيل ربما تعود لمعبد شيد في الألف الرابعة قبل الميلاد، حيث يحتوي الموقع على حوالي 50 مجموعة من الأعمدة الحجرية المنتصبة والكثير من الأعمدة المحطمة والملقاة على الأرض، وتتوزع المجموعات في دائرة كبيرة تشرف على سهل رملي واسع، وتضم كل مجموعة من عمودين إلى عشرة أعمدة ارتفاع الواحد منها ثلاثة أمتار تقريباً، ويقول العلماء إن الافتراضات الأثرية تعتقد بأن الموقع يعود إلى الألف الرابعة قبل الميلاد، والموقع بحاجة إلى إجراء تنقيبات مختلفة للوقوف على أسراره وغوامضه، إذ إن تلك الأعمدة تشبه إلى حد كبير الأحجار الموجودة في بريطانيا والتي تعود إلى الألف الثالثة قبل الميلاد.
وربما يكون هذا الموقع عبارة عن مجمع لمعابد مختلفة، ترتبط كل مجموعة من مجموعات الأعمدة بشعب أو قبيلة، وعلى ذلك فيعتقد أن الموقع كان يمثل مركزاً دينياً، تفد إليه المجموعات البشرية من خارج المنطقة، لأداء طقوسها الدينية.

## وثيقة متحف دومة الجندل
هي وثيقة موجودة بمتحف دومة الجندل تشير إلى أن الشكل الحجري المكون للأعمدة قد يكون مرتبطا بطقوس عقائدية في أغلب الظن، أو هو بمثابة أحد الأشكال الاستدلالية بعلم النحو والفلك، وتشير أيضا إلى أنه يبدو أن الوضع الاقتصادي للمناطق الداخلية في الجزيرة العربية، وهي المناطق الواقعة إلى الجنوب من صحراء النفوذ استمر على حاله حتى الألف الثانية قبل الميلاد تقريباً ويتمثل في مزاولة رعي الماشية من الماعز والأبقار والأغنام بالإضافة إلى الاعتماد على ممارسة الصيد وجمع القوت.
تضيف الوثيقة أنه في حوالي عام 4000 قبل الميلاد دخل شمال الجزيرة العربية نفوذ حضارة العصر الحجري الحديث (الفخار) التي كانت تستخدم الفخار وتمارس الزراعة البسيطة والصيد والرعي، وقامت هذه الحضارة في شمال الجزيرة العربية لتشكل جزءاً من حضارة أعم امتدت خلال الألف الرابعة قبل الميلاد إلى سيناء وشرق الأردن وجنوب سورية وغرب العراق، وأطلق عليها حضارة العصر الحجري المعدني لاكتشافها أسلوب صهر النحاس، وتتميز هذه الحضارة بقرى الدوائر الحجرية التي ربما كانت تستعمل للسكن الموسمي، وتشير الوثيقة إلى موقع الرجاجيل بقولها «ثمة مجمع مثير من الحجارة والركامات قرب سكاكا يعرف باسم أعمدة الرجاجيل وكان مركزاً هاماً له نظائر في سيناء».

## آثار أعمدة الرجاجيل
من خلال جهود الإدارة العامة للآثار والمتاحف أُكتشفت العديد من المجسات الأثرية من خلال التنقيب في موقع أعمدة الرجاجيل في عام 1396هـ-1397هـ، كما أُكتشفت الأدوات الحجرية التي صنعها الإنسان مثل: المكاشط، والمخارز، والشفرات، وعددٌ قليل من قطع الفخار، وتُشير هذه المعثورات إلى تاريخ الموقع الذي يعود إلى العصر النحاسي في الألف الرابع قبل الميلاد.، وتوجد في بريطانيا أحجار عملاقة مشابهة لأعمدة الرجاجيل التي ترجع إلى الألف الثالث والألف الثاني قبل الميلاد، كما أن هناك تشابهاً بين أعمدة الرجاجيل في الجوف، وبين أنماط الدوائر الحجرية الموجودة في القصيم الواقعة تحديداً في جنوب شعيب العطشان قرب مركز حُنيظل شمال بريدة.

## انظر ايضاً
- سكاكا

## وصلات خارجية
- «أعمدة الرجاجيل» تعود إلى الألف الرابع قبل الميلاد.

## معرض الصور

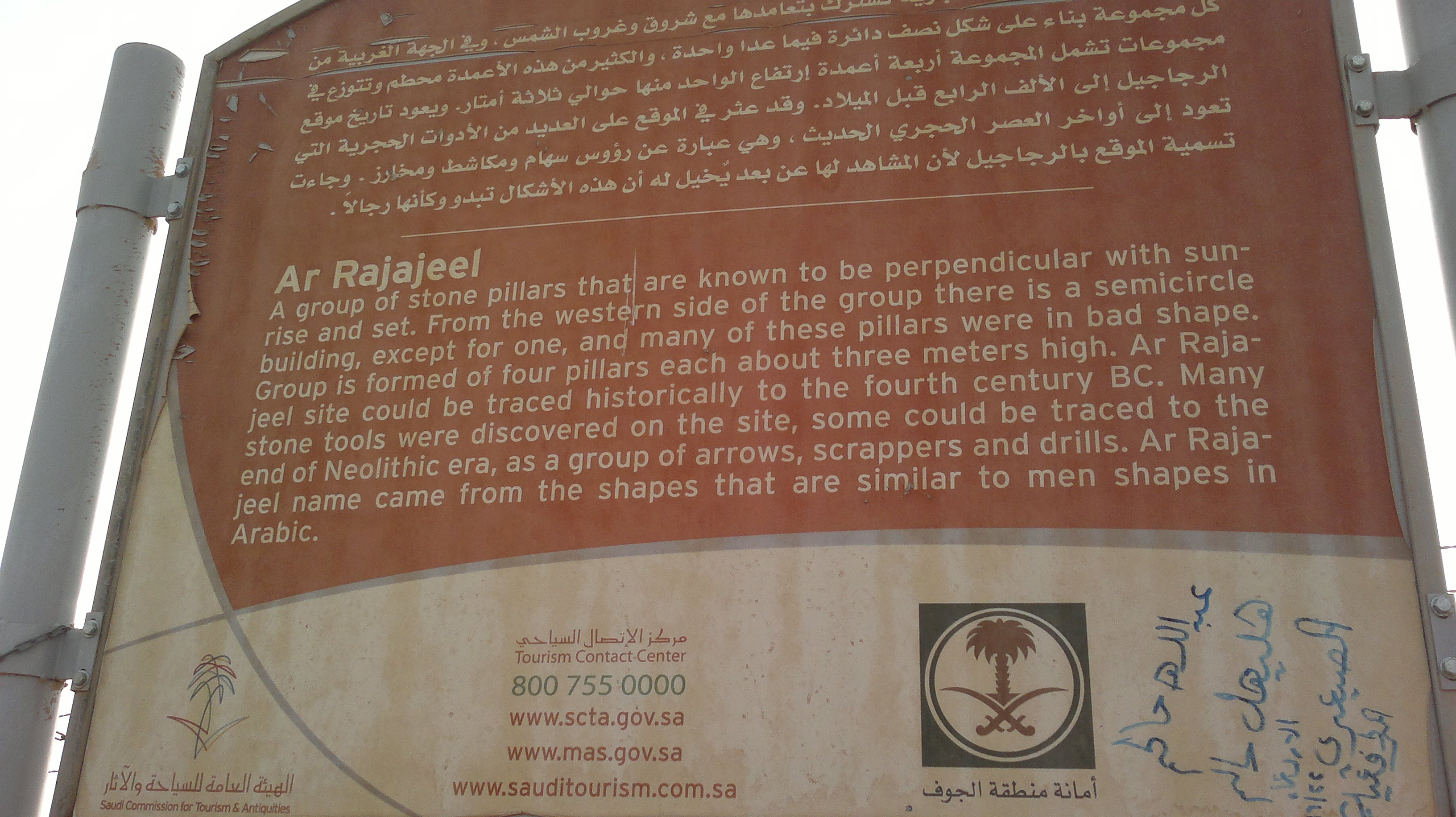
لوحة تعريفية بالموقع
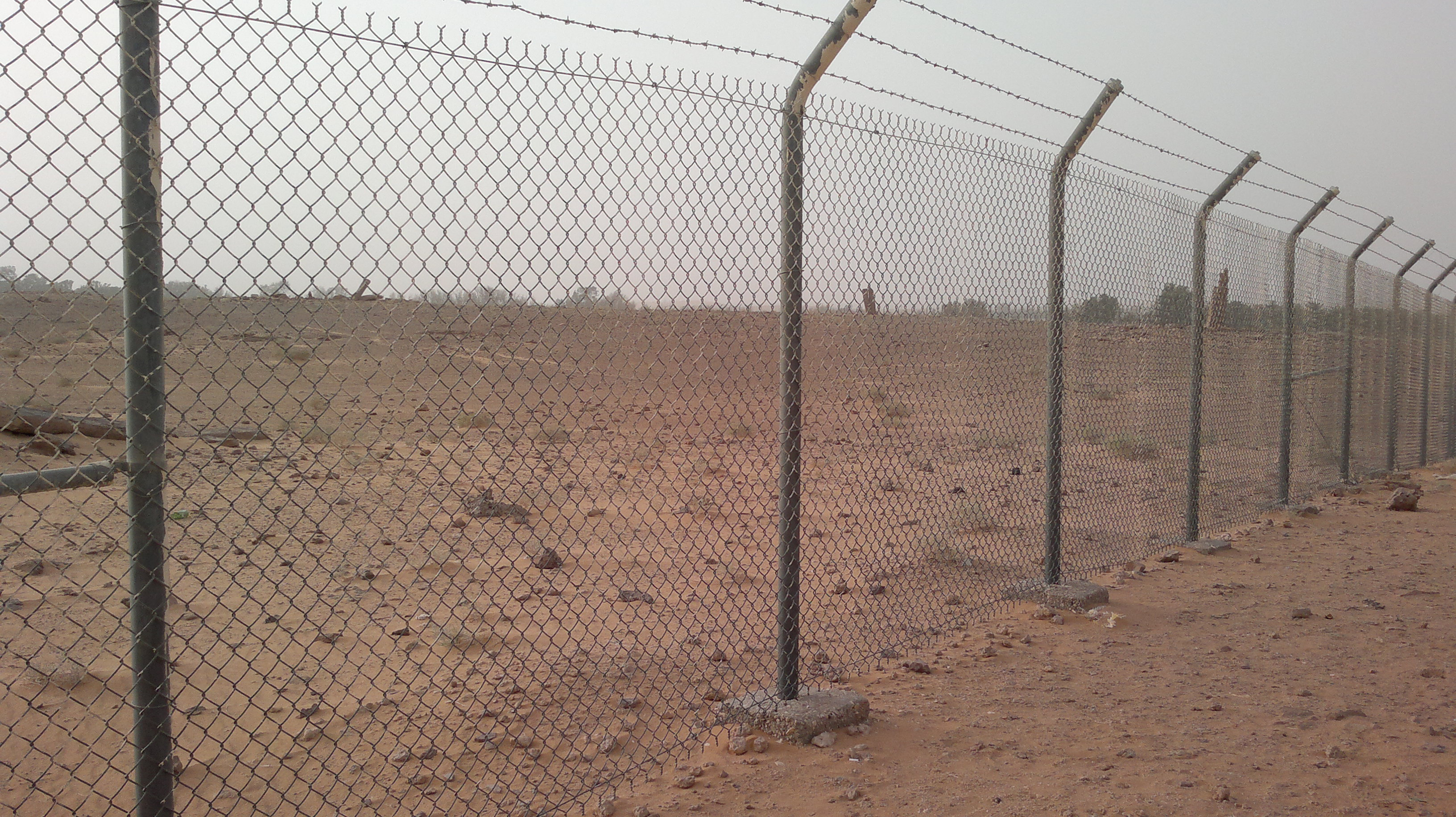
سياج أمني يحيط بالموقع الأثري